# هيذر أندرسون

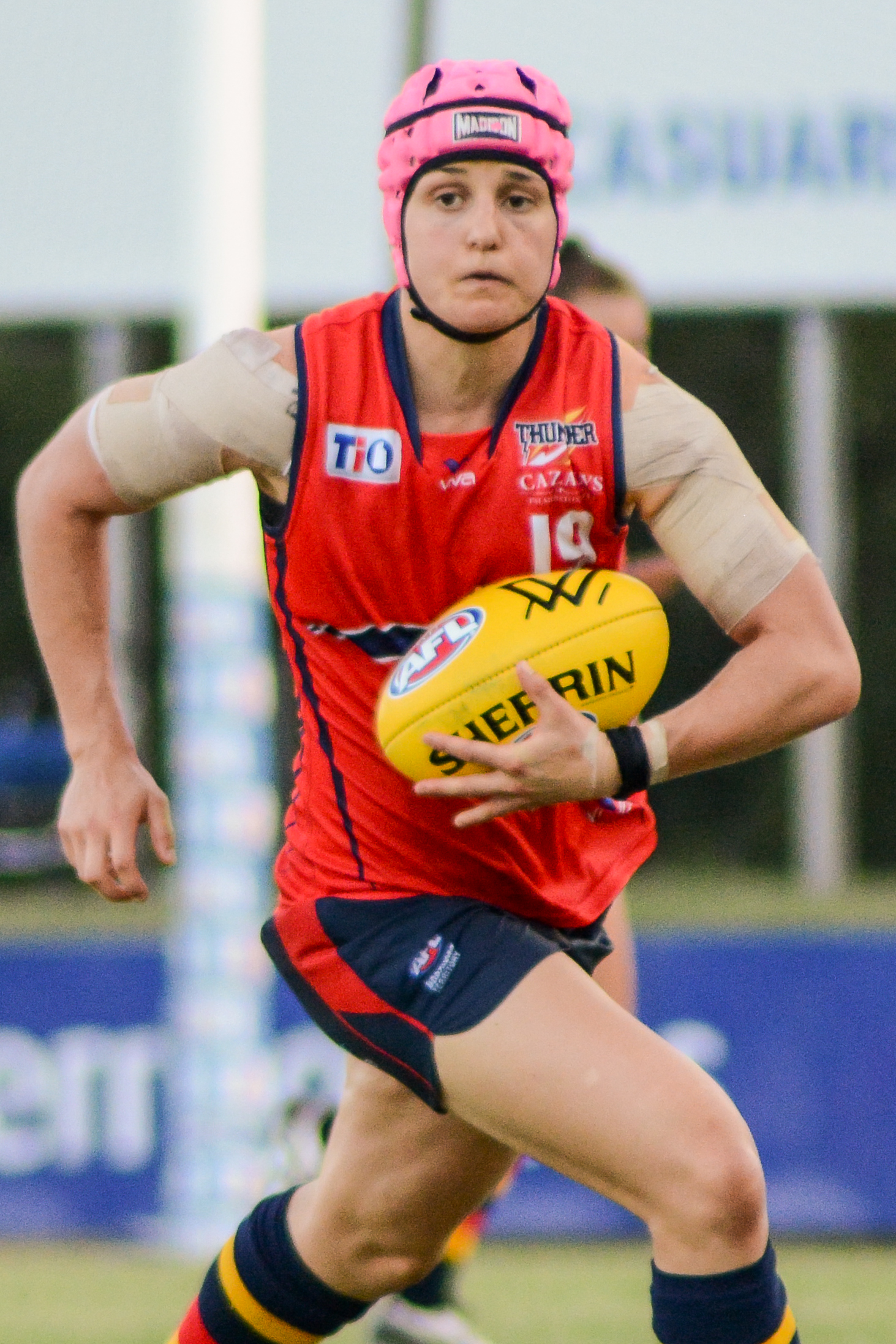
أندرسون في عام 2017

هيذر أندرسون ولدت 29 جويلية 1994 وتوفيت 13 نوفمبر كانت جندية في الجيش الأسترالي ولاعبة كرة قدم أسترالية لعبت لنادي أديلايد لكرة القدم في مسابقة اي اف ال للسيدات في عام 2017. عملت كمسعفة في الكتيبة الصحية القريبة الأولى .

## روابط خارجية
- Heather Anderson at AustralianFootball.com